# Fotografie v Íránu

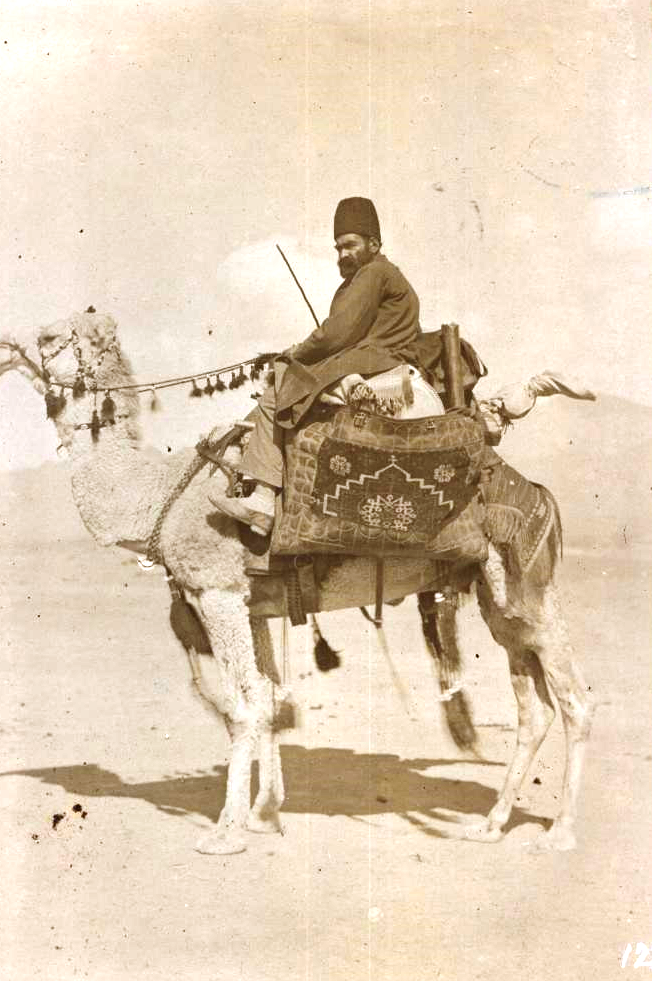
Íránský fotograf v dobách dynastie Kádžárovců

Íránská fotografie má za sebou více než 175 let historie a je velmi bohatá. Od vzniku fotografie v roce 1843 do začátku 20. století, fotografie byla uměním dvora. Poté začaly vznikat fotografické ateliéry a fotografie se stávala rozšířeným uměním. V druhé polovině 20. století vstoupily do Íránu umělecké a žurnalistické styly. Od islámské revoluce v roce 1979 a instituce Íránské islámské republiky nemůže íránská fotografie zobrazovat vše, ale zůstává velmi plodná.

## Počátky fotografie v Íránu: dvorní umění
Írán je jedinou muslimskou zemí, která má tak dlouhou tradiční fotografickou historii. První fotografie pořízená v zemi pochází z roku 1843 nebo 1844. První snímek je fotografie Šáha, kterou pořídil Francouz M. Richard v roce 1844, ale jiné zdroje vysvětlují, že autorem prvního snímk byl syn ruského diplomata již v roce 1843. Tito dva fotografové, kteří pořídili první íránskou fotografii, byli důležití pro historii fotografie v Íránu. Anton Sevrjugin, syn ruského diplomata, se narodil v Teheránu a následně založil fotografické studio v Tabrizu. Stal se fotografem u dvora Šáha Muzaffaruddína a začal s tradicí dvorního portrétu následovanou dynastií Pahlaví. Sevrjugina inspiroval další ruský fotograf Dmitrij Ivanovič Jermakov, který cestoval po Persii, Střední Asii, Kavkazu a Krymu a stal se mimo jiné Fotografem Jeho Veličenstva perského šáha.
Vláda tuto novou technologii začala ihned používat. Násir ad-Dín Šáh, král dynastie rodu Kádžárovců, byl fotografií nadšen a velmi se o ni zajímal. Byl jedním z prvních Peršanů, který byl fotografován, a zároveň byl patronem fotografie, který sám pořídil stovky fotografií. V paláci Golestan založil fotografické studio a zvěčnil svůj doprovod vytvořením galerie ve svém paláci. Další důležitou osobností, která v této době ovlivnila íránskou fotografii, byl Malek Ghâsse. Narodil se v Tabrizu v roce 1808 a byl jmenován vládcem regionu Orumieh severozápadního Íránu. Svým vkusem pro umění ovlivnil íránskou uměleckou scénu. Po cestě do Evropy se v roce 1849 do Íránu vrátil s fotografickou kamerou. Poté doprovázel Nâssereddina Šáha do tábora v Djâdjroud, na jehož cestě pořídil mnoho šáhových fotografií. Později se stal oficiálním dvorním fotografem a portrétoval krále na jeho cestách. Většina fotografií pořízených Ghâssemem zmizela v důsledku požáru v jeho rodinném domě v roce 1979. Malek Ghâssem je také známý svým pojednáním o fotografii, Ketâb-e Fotogerâfi (Kniha fotografie) na 14 stranách. První íránskou fotografkou byla Ashraf os-Saltaneh. Tato žena, narozená na západě země, byla dcerou tamního guvernéra. Po uzavření manželství v roce 1871 odešla do Teheránu a neměla děti ani práci, věnovala se politickým nebo kulturním aktivitám. Její manžel E'temâd-ol Saltaneh, kterého všude následovala, vydával četná periodika. Od svého bratrance se naučila fotografovat a učila fotografii další ženy u dvora.

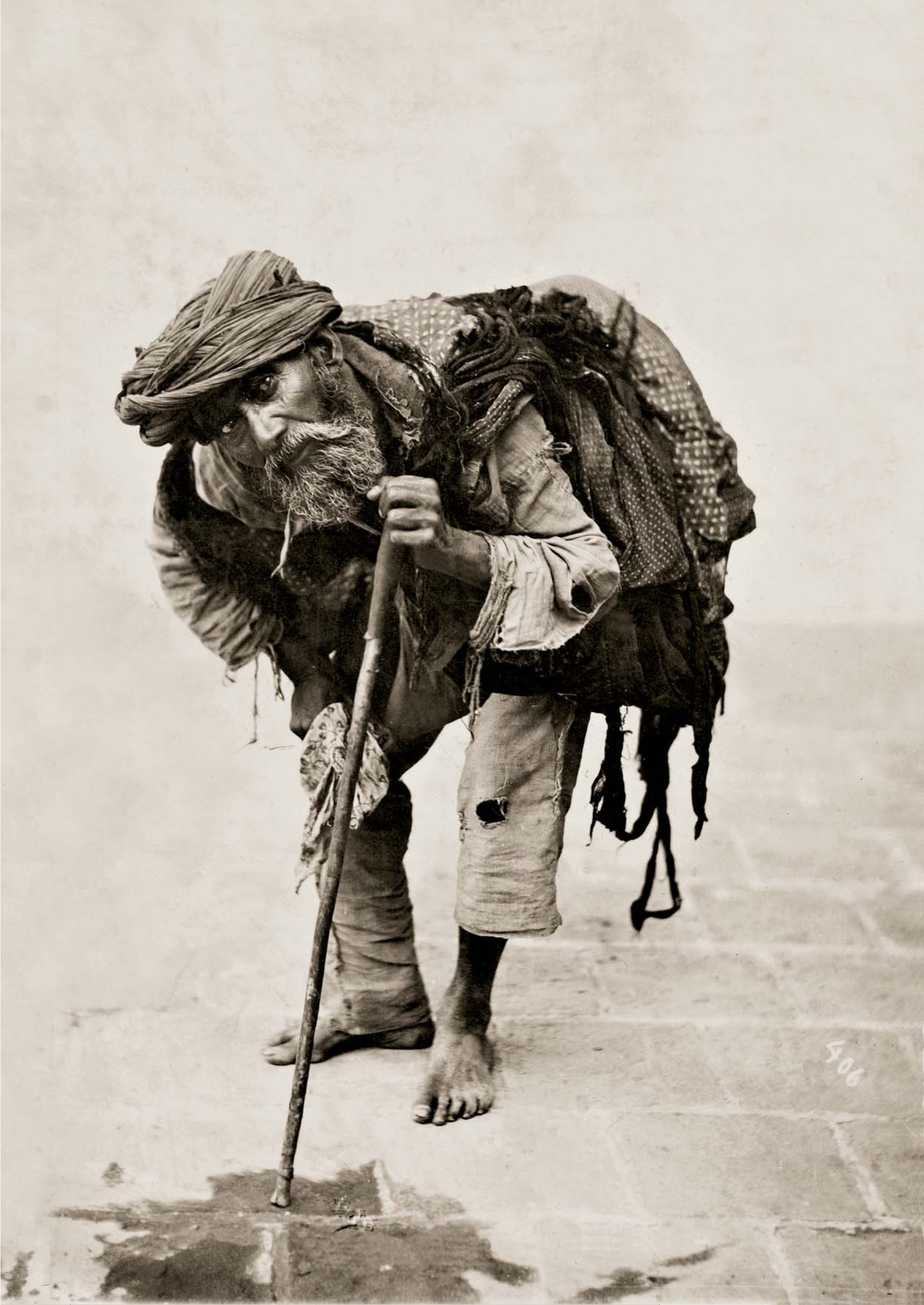
Anton Sevrjugin: Žebrák, asi 1880
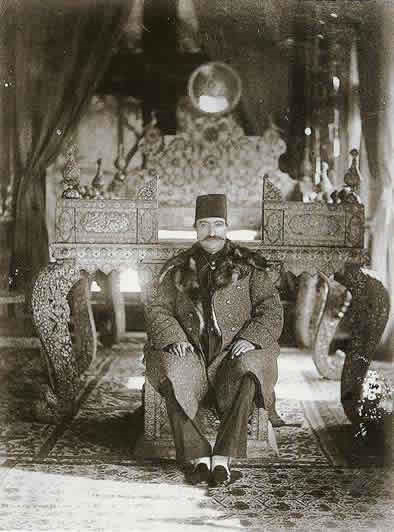
Anton Sevrjugin: Násir ad-Dín Šáh
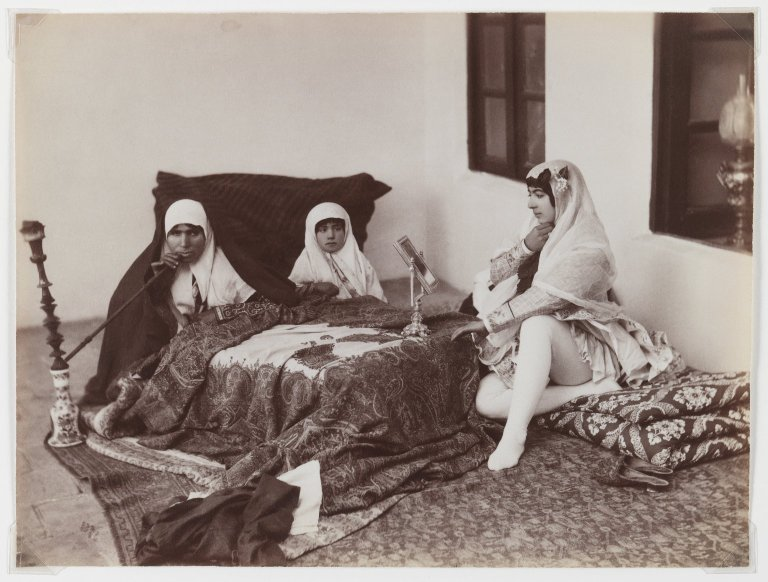
Dvě dámy s dítětem odpočívají v harému, Brooklynské muzeum
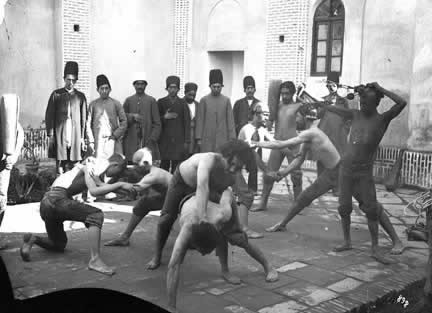
Íránský zápas
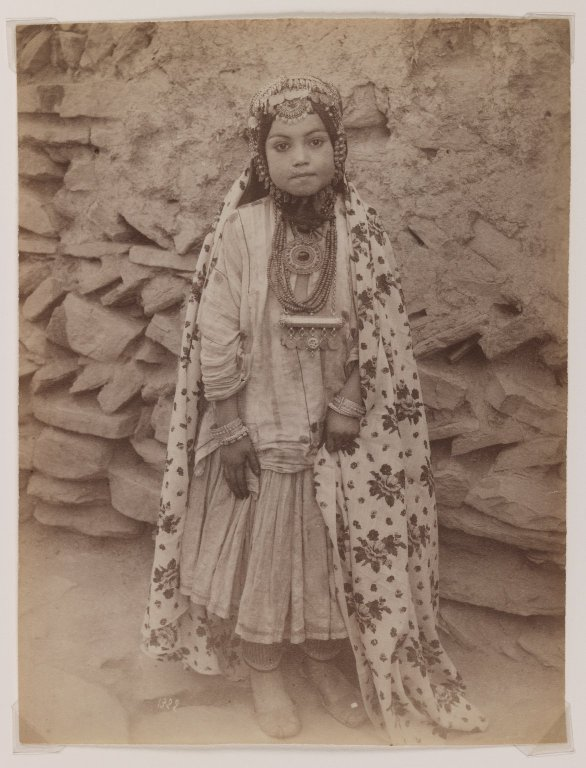
Dívka zdobená stříbrnými šperky, Brooklynské muzeum
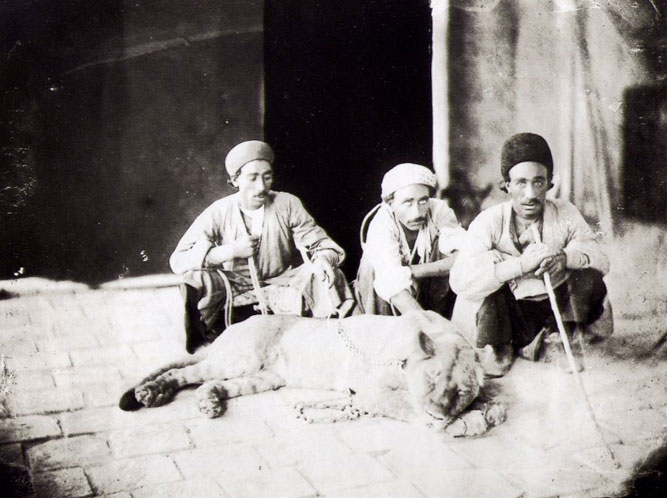
Muži s živým lvem v Íránu
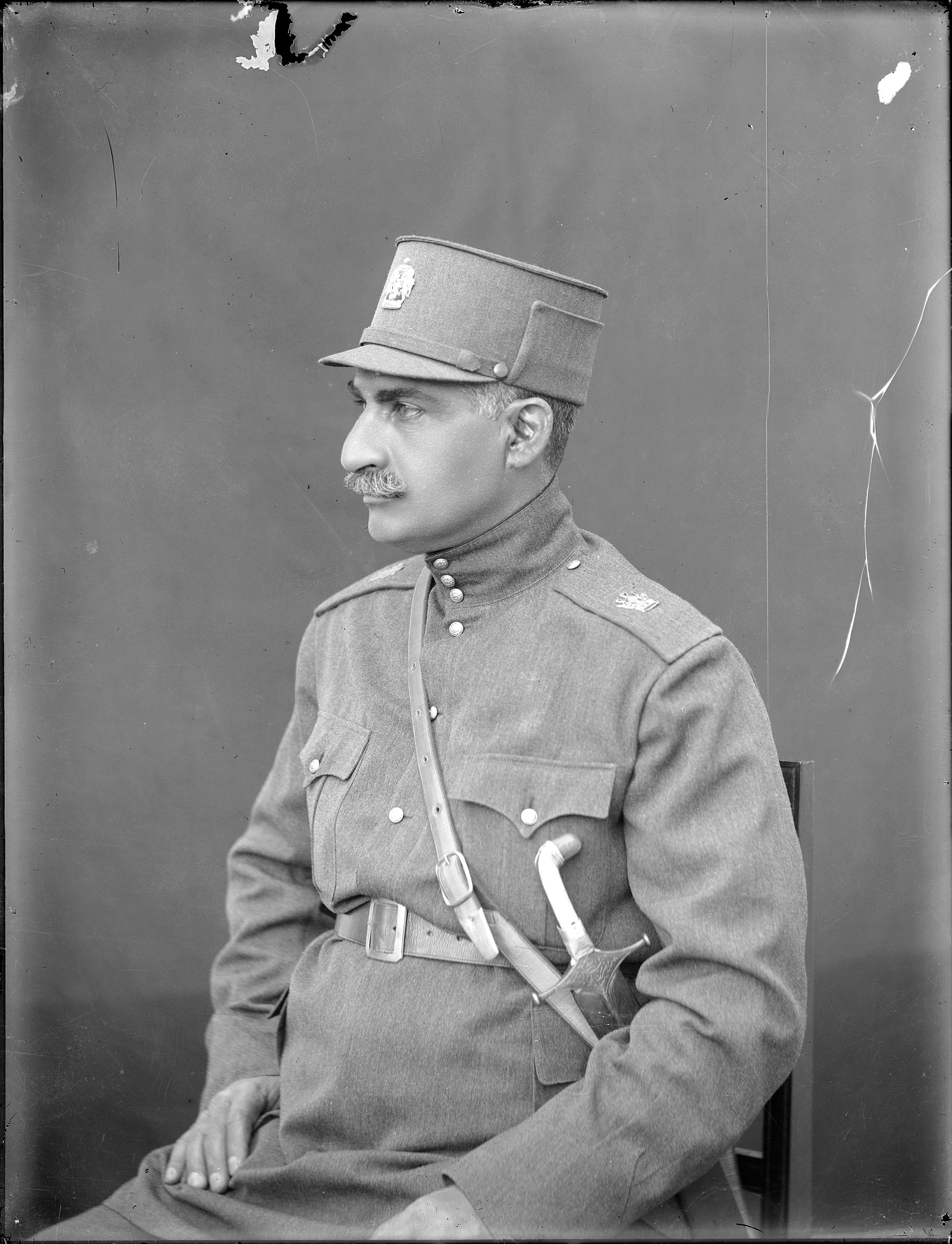
Rezá Šáh jako ministr války
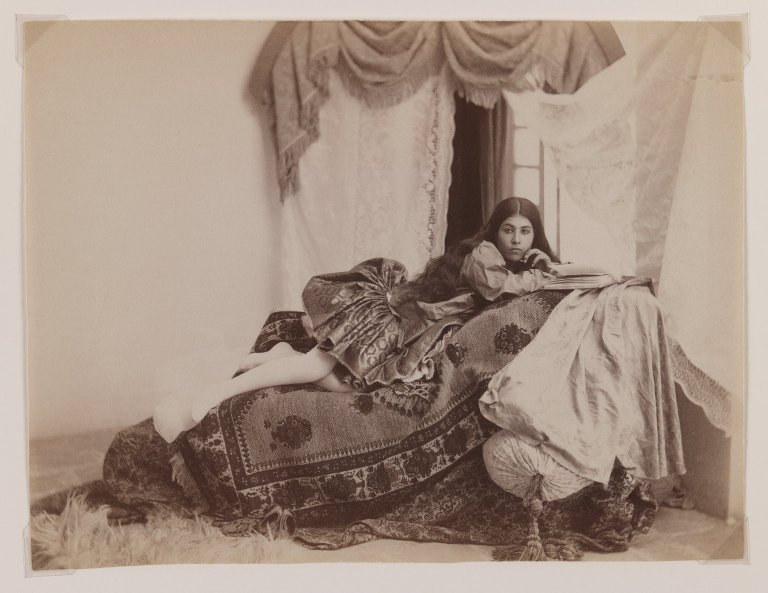
Dívka čte knihu, fotografický ateliér, Brooklynské muzeum
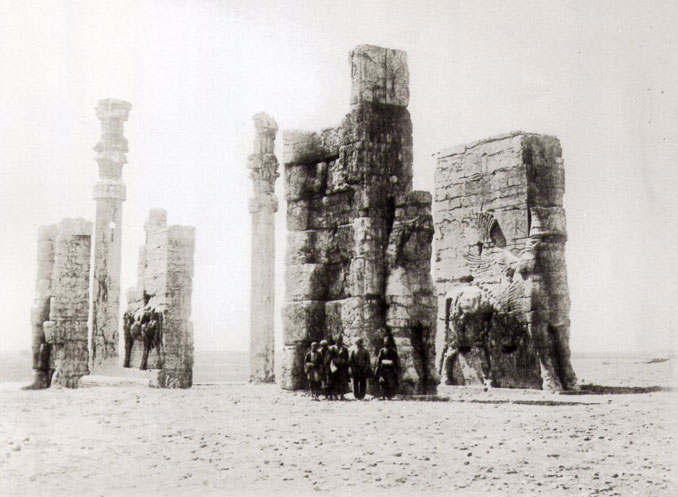
Persepolis

## Demokratizace fotografie v Íránu ve 20. století

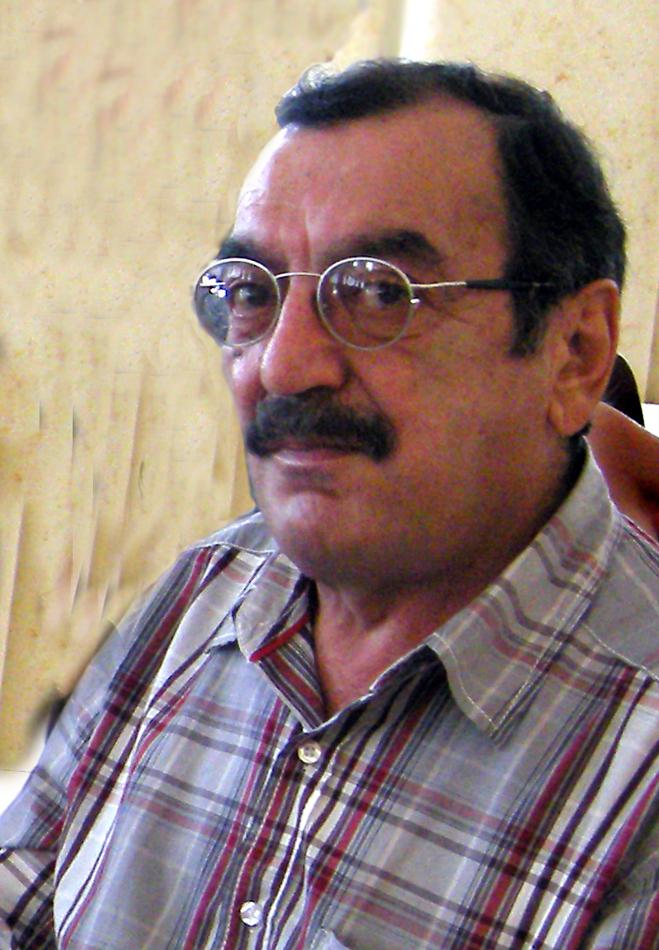
Bahman Jalali

Zatímco do té doby byla fotografie dostupná pouze mocným, fotografie se od 20. století postupně otevírá celé íránské populaci. Díky růstu počtu fotografických ateliérů se objevuje mnoho pohlednic, rodinných portrétů a fotografiíckých podobenek. Umělecká fotografie začala v 60. letech. Jméno, které vymezilo toto období, je Ahmad Ali. Fotožurnalistika se v těchto letech stává také populární. Anahita Ghabaian Etehadieh, specialistka na íránskou ftografii, vysvětluje tento jev příchodem íránsko-irácké války „Islámská revoluce z roku 1979, dlouhá íránsko-irácká válka, poptávka zahraničních agentur po událostech s mezinárodními dopady, přispěla ke vzniku fotožurnalismu, včetně fotografů Kaveha Golestana a Bahmana Jalaliho. Jejich práce, výuka a tvorba fotografické sekce na Teheránské univerzitě na konci 80. let pomohla zrodit i další talenty. Jalali, spolu se svou ženou a fotografkou Ranou Javadi byli zakládajícími členy a kurátory muzea fotografie v Teheránu (také známého jako Akskhaneh Shahr), prvního íránského muzea fotografie.
Pro mladou generaci je fotografie ventilem v zemi, která zná většinou jen válku, sociální a politické napětí. Umožňuje vyjádřit potíže každodenního života prostřednictvím intimnějších obrazů.

## Současná fotografie v Íránu
Od revoluce je fotografie v Íránu omezena, protože vláda je z politického, kulturního a ekonomického hlediska přísná. Po revoluci byl fotoaparát považován za špionážní příslušenství a nikdo nechtěl být fotografem. Mnoho fotografů začalo fotografovat v soukromé oblasti. Nicméně, nová forma fotografování se zrodila proto, jak vysvětluje Ghabaian Anahita, „Íránská fotografie, podobně jak Iráčan, nechce o zprávě nebo subjektu mluvit přímo“ , Íránská fotografie od roku 1979 je tedy velmi sugestivní, což jí dává specifičnost. Od revoluce v zemi a zejména v Teheránu vzniklo mnoho galerií. První galerii věnovanou výhradně íránské fotografii založila v Teheránu v roce 2001 Anahita Ghabaian Etehadieh a nese jméno Silk Road Gallery.
Mezi současné íránské fotografy patří: Ahmad Aali, Reza Deghati, Aalaeddin Melmasi, Hossein Rajabian, Jahangir Razmi nebo Ahmad Reihan.
Majid Saeedi je íránský dokumentární fotograf a fotografoval humanitární problémy na Středním východě. Saeediho fotografie byly publikovány v mezinárodních publikacích a umělec získal řadu ocenění. Majid získal fotografické ceny z celého světa. Osmkrát získal titul „Nejlepší fotograf Íránu“. Jeho fotografie byly publikovány v mezinárodních publikacích, jako jsou Times, Spiegel, Life, New York Times, Washington Post, Washington Times, Time Magazine a různých publikacích a online agenturách na Středním východě. Majid cestoval do mnoha zemí na Středním východě a fotografoval nespravedlnost a zvěrstva. Například jeden fotografický příběh ukazoval obrazy afghánských lidí, jejichž životy byly ovlivněny desetiletími války v Afghánistánu.
Íránská fotožurnalistka a dokumentární fotografka Fatimeh Behboudi v roce 2015 získala cenu World Press Photo, v roce 2014 Pictures of the Year International. Je členkou Women Photograph. Fatimeh je první íránskou fotografkou, která vyhrála ocenění World Press Photo 2015. Známá je především díky svým projektům Mothers of Patience, The War is Still Alive, Life After shock a One Moment.

## Organizace
Fotografické společnosti, organizace a instituce v Íránu:
- Muzeum fotografie v Teheránu (také známé jako Akskhaneh Shahr), první íránské muzemu fotografie.
- Aksnameh, dvouměsíční fotografický časopis v Teheránu.